# Глебовское (Вологодская область)
Глебовское — деревня в Кирилловском районе Вологодской области.
Входит в состав Ферапонтовского сельского поселения, с точки зрения административно-территориального деления — в Ферапонтовский сельсовет.
Расстояние по автодороге до районного центра Кириллова — 26,5 км, до центра муниципального образования Ферапонтово — 4,5 км. Ближайшие населённые пункты — Ново, Дергаево, Дор, Теряево, Бяковское, Ереминское.
По переписи 2002 года население — 26 человек (13 мужчин, 13 женщин). Преобладающая национальность — русские (96 %).